# Thesea filigella
Thesea filigella är en korallart som först beskrevs av Thomson och Dean 1931.  Thesea filigella ingår i släktet Thesea och familjen Plexauridae. Inga underarter finns listade i Catalogue of Life.